# Sveti Ožbolt, Škofja Loka
Sveti Ožbolt este o localitate din comuna Škofja Loka, Slovenia, cu o populație de 78 de locuitori.